# 帕勞阿佩巴斯

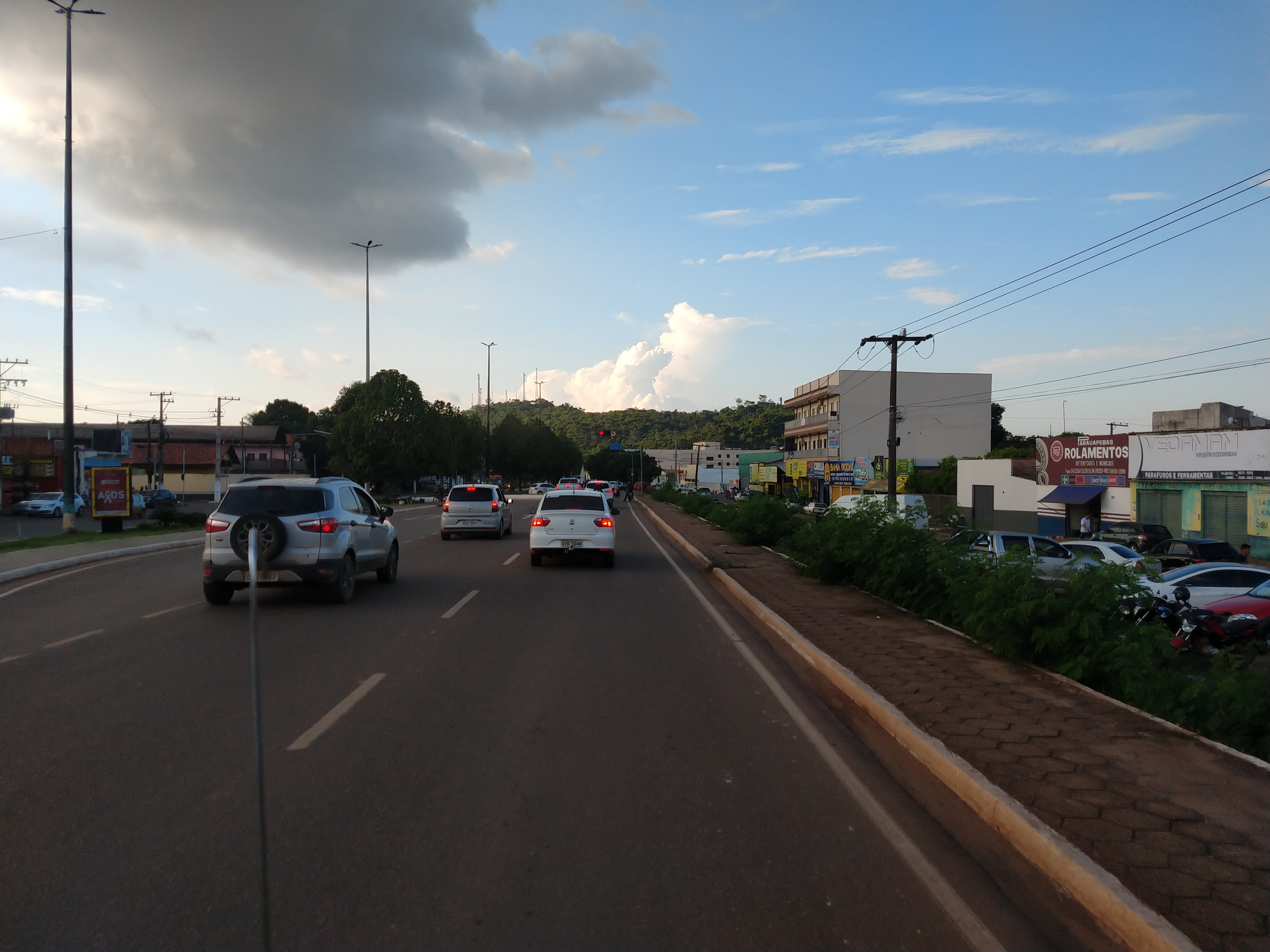
帕勞阿佩巴斯

帕勞阿佩巴斯（葡萄牙語：Parauapebas），是巴西的城鎮，位於該國北部，由帕拉州負責管轄，始建於1988年5月10日，面積7,008平方公里，海拔高度150米，2014年人口183,352，人口密度每平方公里26.16人。